# Molalità
La concentrazione molale (simbolo: b) è un'unità di misura della concentrazione di una specie chimica in una soluzione. La molalità viene utilizzata meno rispetto alla molarità, ma quest'ultima, essendo riferita al volume, assume un valore che cambia con la temperatura, cosa che non accade, invece, con la molalità.

## Definizione
Consideriamo una soluzione con  1-soluto/1-solvente con indici rispettivamente B ed A. 
La molalita è definita come il rapporto tra il numero di moli di soluto B disciolte in una massa di solvente A espressa in kg; si può quindi scrivere:
{\displaystyle b_{B}={\frac {\text{moli di soluto B}}{\text{kg di solvente A}}}={\frac {n_{\text{B}}}{m_{\text{A}}}}={\frac {n_{\text{B}}}{n_{\text{A}}M_{\text{A}}}}}
Analogamente per il solvente A si ha:
{\displaystyle b_{A}={\frac {\text{moli di solvente A}}{\text{kg di solvente A}}}={\frac {n_{\text{A}}}{n_{\text{A}}M_{\text{A}}}}={\frac {1}{M_{\text{A}}}}}
dove {\displaystyle M_{\text{A}}} e {\displaystyle n_{A}} indicano la massa molare e il numero di moli del solvente A.
La molalità si esprime, quindi, in mol/kg (moli su chilogrammo).
Nel caso particolare del solvente acqua, siccome l'acqua presenta una densità ({\displaystyle \varrho _{0}=\varrho _{\mathrm {H_{2}O} }}) a temperatura ambiente di circa 1 kg/L, i valori di molarità e molalità sono vicini tra loro. Tale valore è di {\displaystyle b_{0}=55.506\,{\text{mol/kg}}} per {\displaystyle T=278^{\circ }K}, ed essendo {\displaystyle c_{0}=\varrho _{0}b_{0}} si ottiene {\textstyle c_{0}=55,506\,{\text{mol/L}}=55,506*10^{3}\,\mathrm {mol/m^{3}} }.
Frequentemente, è preferita alla molarità, in lavori di chimica fisica, per la sua indipendenza dalla temperatura. Se infatti consideriamo un litro di liquido (ad esempio acqua) dove sia disciolta una mole di una certa sostanza (chiamata soluto), all'aumentare della temperatura il volume dell'acqua aumenta mentre la massa resta costante (a parità di moli di soluto), per cui la molalità sarà rimasta uguale, mentre la molarità sarà diminuita (infatti le stesse moli di soluto dopo il riscaldamento si troveranno in un volume maggiore di liquido).
L'abbassamento crioscopico e l'innalzamento ebullioscopico di una soluzione dipendono dalla sua molalità.

## Molalità e altre grandezze di concentrazione
Consideriamo una soluzione chimica ad {\displaystyle n+1} componenti. Indichiamo con {\displaystyle i=0\,j=0} il solvente, mentre gli {\displaystyle n} soluti hanno indice {\displaystyle i=1\,j=1} fino ad {\displaystyle n}. In quanto segue, il solvente viene trattato come gli altri costituenti della soluzione, in modo tale che la molalità del
solvente della soluzione, e quindi la denotiamo con b0, risulta essere nient'altro che il reciproco della sua massa molare, M0 (espresso in kg/mole):
{\displaystyle b_{0}={\frac {n_{0}}{n_{0}M_{0}}}={\frac {1}{M_{0}}}.}
Per i soluti abbiamo espressioni tra la molalità-frazione molare e la molalità-concentrazione molare simili:
{\displaystyle b_{i}={\frac {n_{i}}{n_{0}M_{0}}}={\frac {x_{i}}{x_{0}M_{0}}}={\frac {c_{i}}{c_{0}M_{0}}}\qquad i=1...n}
Le espressioni tra la molalità-frazione di massa e la molalità-concentrazione di massa contengono le masse molari dei soluti Mi:
{\displaystyle b_{i}={\frac {n_{i}}{n_{0}M_{0}}}={\frac {w_{i}}{w_{0}M_{i}}}={\frac {\varrho _{i}}{\varrho _{0}M_{i}}}\qquad i=1...n}
dove
{\displaystyle b_{0},b_{i}} le molalità
{\displaystyle n_{0},n_{i}} il numero di moli
{\displaystyle M_{0},M_{i}} le masse molari
{\displaystyle x_{0},x_{i}} le frazioni molari
{\displaystyle w_{0},w_{i}} le frazioni di massa
{\displaystyle c_{0},c_{i}} le concentrazioni molari
{\displaystyle \varrho _{0},\varrho _{i}} le concentrazioni di massa

### Frazione molare del solvente
La frazione molare (simbolo x, quantità adimensionale) del solvente si ottiene utilizzando la definizione e dividendo il numeratore e denominatore per il numero di moli n0:
{\displaystyle x_{0}={\frac {n_{0}}{n_{0}+n_{1}+n_{2}+\displaystyle \sum _{j=3}^{n}{n_{j}}}}={\frac {1}{1+{\frac {n_{1}}{n_{0}}}+{\frac {n_{2}}{n_{0}}}+\displaystyle \sum _{j=3}^{n}{\frac {n_{j}}{n_{0}}}}}}
Quindi la somma dei rapporti delle altre quantità molari alla quantità di solvente viene sostituita con espressioni dal basso contenenti la molalità:
{\displaystyle {\frac {n_{i}}{n_{0}}}=b_{i}M_{0}\quad i=1...n,\qquad \sum _{i}^{n}{\frac {n_{i}}{n_{0}}}=M_{0}\sum _{i}^{n}b_{i}}
ottenendo
{\displaystyle x_{0}={\frac {1}{1+\displaystyle M_{0}b_{1}+M_{0}b_{2}+M_{0}\displaystyle \sum _{i=3}^{n}b_{i}}}={\frac {1}{1+M_{0}\displaystyle \sum _{i=1}^{n}b_{i}}}}
prendendo i logaritmi naturali di entrambi i membri otteniamo
{\displaystyle \ln x_{0}=-\ln \left(1+M_{0}\sum _{i=1}^{n}b_{i}\right)\approx -M_{0}\sum _{i=1}^{n}b_{i},}
Nell'ultima relazione abbiamo utilizzato lo sviluppo in serie di {\displaystyle ln(1+x)} e l'approssimazione  {\displaystyle ln(1+x)\approx x} quando la variabile {\displaystyle x\approx 0}. In questo caso {\textstyle x=M_{0}\sum _{i=1}^{n}b_{i}} che è certamente una quantità {\displaystyle x\to 0}. Questa relazione è utile nelle applicazioni.

### Frazione molare
La conversione molalità-frazione molare di una soluzione con 1-soluto/1-solvente è
{\displaystyle x_{1}={\frac {1}{1+{\dfrac {1}{M_{0}b_{1}}}}},\quad b_{1}={\frac {x_{1}}{M_{0}(1-x_{1})}},}
dove
M0 è la massa molare del solvente
x1 è la frazione molare del soluto
Generalizzando ad una soluzione con n-soluti/1-solvente si ha
{\displaystyle x_{i}=x_{0}M_{0}b_{i},\quad b_{i}={\frac {b_{0}x_{i}}{x_{0}}}={\frac {x_{i}}{M_{0}x_{0}}}\qquad i=1...n}
dove 
xi è la frazione molare dell'i-esimo soluto
x0 è la frazione molare del solvente
La frazione molare del solvente è esprimibile sia in funzione delle molalità che in funzione delle frazioni molari dei soluti:
{\displaystyle x_{0}={\frac {1}{1+M_{0}\displaystyle \sum _{i=1}^{n}{b_{i}}}}=1-\sum _{i=1}^{n}{x_{i}}.}
Facendo le sostituzioni si ha:
| {\displaystyle x_{i}={\frac {M_{0}b_{i}}{1+M_{0}\displaystyle \sum _{j=1}^{n}b_{j}}},\quad b_{i}={\frac {x_{i}}{M_{0}\left(1-\displaystyle \sum _{j=1}^{n}x_{j}\right)}}\qquad i=1...n} |

### Frazione di massa
La conversione molalità-frazione di massa (simbolo w, quantità adimensionale) di una soluzione con 1-soluto/1-solvente è
{\displaystyle w_{1}={\frac {1}{1+{\dfrac {1}{b_{1}M_{1}}}}},\quad b_{1}={\frac {w_{1}}{(1-w_{1})M_{1}}},}
dove
b1 è la molalità del soluto
M1 è la massa molare del soluto.
Generalizzando ad una soluzione con n-soluti/1-solvente si ha 
{\displaystyle w_{i}=w_{0}b_{i}M_{i},\quad b_{i}={\frac {w_{i}}{w_{0}M_{i}}}\qquad i=1...n}
dove
bi è la molalità dell'i-esimo soluto
Mi è la massa molare dell'i-esimo soluto
w0, wi è la frazione di massa del solvente e dell'i-esimo soluto
La frazione di massa del solvente è esprimibile sia in funzione delle molalità che in funzione delle frazioni di massa dei soluti
{\displaystyle w_{0}={\frac {1}{1+\displaystyle \sum _{j=1}^{n}{b_{j}M_{j}}}}=1-\sum _{j=1}^{n}{w_{j}}.}
Le sostituzioni danno:
| {\displaystyle w_{i}={\frac {b_{i}M_{i}}{1+\displaystyle \sum _{j=1}^{n}b_{j}M_{j}}},\quad b_{i}={\frac {w_{i}}{\left(1-\displaystyle \sum _{j=1}^{n}w_{j}\right)M_{i}}}\qquad i=1...n} |

### Concentrazione molare (molarità)
La conversione molalità-concentrazione molare (simbolo c, unità kmol/m3, mol/L) di una soluzione con 1-soluto/1-solvente è
{\displaystyle c_{1}={\frac {\rho b_{1}}{1+b_{1}M_{1}}}={\frac {\left(\varrho _{0}+\varrho _{1}\right)\,b_{1}}{1+b_{1}M_{1}}},\quad b_{1}={\frac {c_{1}}{\rho -c_{1}M_{1}}},}
dove
ρ è la densità di massa (in Kg/mt3) della soluzione
ϱ0, ϱ1 è la concentrazione di massa del solvente e del soluto
b1, c1 è la molalità e la concentrazione molare del soluto
M1 è la massa molare del soluto
Generalizzando ad una soluzione con n-soluti/1-solvente si ha
{\displaystyle c_{i}=c_{0}M_{0}\;b_{i}=\varrho _{0}b_{i},\quad b_{i}={\frac {b_{0}c_{i}}{c_{0}}}\qquad i=1...n}
dove la concentrazione molare del solvente c0 si può esprimere sia con le molalità che con le molarità dei soluti:
{\displaystyle c_{0}={\frac {\rho b_{0}}{1+\displaystyle \sum _{j=1}^{n}{b_{j}M_{j}}}}={\frac {\rho -\displaystyle \sum _{j=1}^{n}{c_{i}M_{i}}}{M_{0}}},\qquad \rho =\displaystyle \sum _{i=0}^{n}\varrho _{i},}
Facendo le sostituzioni si ha:
| {\displaystyle c_{i}={\frac {\rho b_{i}}{1+\displaystyle \sum _{j=1}^{n}{b_{j}M_{j}}}},\quad b_{i}={\frac {c_{i}}{\rho -\displaystyle \sum _{j=1}^{n}{c_{j}M_{j}}}}\qquad i,j=1...n} |

### Concentrazione di massa
La conversione molalità-concentrazione di massa (simbolo ϱ, unità Kg/m3) di una soluzione con 1-soluto/1-solvente è
{\displaystyle \varrho _{1}={\frac {\rho b_{1}M_{1}}{1+b_{1}M_{1}}},\quad b_{1}={\frac {\varrho _{1}}{M_{1}\left(\rho -\varrho _{1}\right)}},}
dove
ρ è la densità di massa (in Kg/mt3) della soluzione
b1 è la molalità del soluto
ϱ1 è la concentrazione di massa del soluto
M1 è la massa molare del soluto.
Generalizzando ad una soluzione con n-soluti/1-solvente, la concentrazione di massa del i-esimo soluto, ϱi, è correlata alla sua molalità, bi, come segue: 
{\displaystyle \varrho _{i}=\varrho _{0}b_{i}M_{i},\quad b_{i}={\frac {\varrho _{i}}{\varrho _{0}M_{i}}}\qquad i=1...n,}
la concentrazione di massa del solvente, ϱ0, si può esprimere sia con le molalità che con le concentrazioni di massa dei soluti:
{\displaystyle \varrho _{0}={\frac {\rho }{1+\displaystyle \sum _{j=1}^{n}b_{j}M_{j}}}=\rho -\sum _{i=1}^{n}{\varrho _{i}}.}
Sostituendo si ottiene:
| {\displaystyle \varrho _{i}={\frac {\rho b_{i}M_{i}}{1+\displaystyle \sum _{j=1}^{n}b_{j}M_{j}}},\quad b_{i}={\frac {\varrho _{i}}{M_{i}\left(\rho -\displaystyle \sum _{j=1}^{n}\varrho _{j}\right)}}\qquad i,j=1...n} |

### Pari rapporti
In alternativa, si possono usare solo le ultime due equazioni fornite in funzione dell'espressione della concentrazione del solvente in ciascuna delle precedenti 4 sezioni (quelle evidenziate in grigio), insieme alle relazioni fornite di seguito, per derivare il resto delle proprietà di concentrazione volute:
{\displaystyle {\frac {b_{i}}{b_{j}}}={\frac {x_{i}}{x_{j}}}={\frac {c_{i}}{c_{j}}}={\frac {\varrho _{i}M_{j}}{\varrho _{j}M_{i}}}={\frac {w_{i}M_{j}}{w_{j}M_{i}}}\qquad i,j=0...n}
cioè gli indici i e j indicano tutti i costituenti della soluzione, cioè gli n soluti e il solvente.

### Osmolalità
L'osmolalità è una variazione della molalità che tiene conto solo dei soluti che contribuiscono alla pressione osmotica di una soluzione. Si misura in osmole del soluto per chilogrammo di acqua. Questa unità è spesso utilizzata nei risultati di laboratorio di analisi, invece della osmolarità, perché può essere misurata semplicemente mediante la depressione del punto di congelamento di una soluzione, o crioscopia (vedi osmostato e proprietà colligative).

## Esempi
Se abbiamo 60 grammi di NaOH sciolti in 250 grammi di H2O.
Per calcolare le moli del soluto NaOH si può utilizzare la relazione seguente (n = moli, m = massa in grammi del campione, M = Massa molare):
{\displaystyle n_{\text{NaOH}}=m_{\text{NaOH}}/M_{\text{NaOH}}}
Nel nostro esempio abbiamo, dunque, 60/40 = 1,5 moli di idrossido di sodio.
Poiché 250 grammi equivalgono a 0,25 kg, abbiamo:
{\displaystyle b_{\text{NaOH}}={\frac {1,\!5{\text{ mol}}}{0,\!25{\text{ kg}}}}=6{\text{ mol}}/{\text{kg}}}

### Esempio di conversione
Una soluzione acida consiste di 2 soluti: 0.76, 0.04 frazioni di massa del 70% HNO3, 49% HF (dove le percentuali si riferiscono a frazioni di massa degli acidi imbottigliati completati o diluiti con H2O) e {\displaystyle w_{0}=0.20} frazione di massa del solvente H2O.
Calcolo delle masse molari approssimate. I valori delle masse atomiche si possono ricavare dalla SPE, ed abbiamo {\displaystyle M_{H}=1,008,\,M_{O}=15,999,\,M_{N}=14,007\ \mathrm {e} \ M_{F}=18,998} tutti in unità {\displaystyle \mathrm {g/mol} }, e quindi possiamo ricavare le masse molecolari dei composti utilizzando il fattore {\displaystyle 10^{-3}} per esprimerle in unità {\displaystyle \mathrm {kg/mol} }: 
{\displaystyle M_{1}=M_{\mathrm {HNO_{3}} }=\ 1.008+14.007+3*15.999\ =63.012*10^{-3}=0.063\ \mathrm {kg/mol} }
{\displaystyle M_{2}=M_{\mathrm {HF} }=\ 1.008+18.998\ =20.006*10^{-3}=0.020\ \mathrm {kg/mol} }
{\displaystyle M_{0}=M_{\mathrm {H_{2}O} }=\ 2*1.008+15.999\ =18.015*10^{-3}=0.018\ \mathrm {kg/mol} .}
Determiniamo le frazioni di massa di tutti i componenti della soluzione ({\textstyle \sum _{i=0}^{2}{w_{i}}\,=1}):
{\displaystyle {\begin{aligned}w_{1}=w_{\mathrm {HNO_{3}} }&=0.70\times 0.76=0.532\\w_{2}=w_{\mathrm {HF} }&=0.49\times 0.04=0.0196\\w_{0}=w_{\mathrm {H_{2}O} }&=1-w_{\mathrm {HNO_{3}} }-w_{\mathrm {HF} }=0.448\\\end{aligned}}}
Calcolo della molalità del solvente {\displaystyle b_{0}=b_{\mathrm {H_{2}O} }}:
{\displaystyle b_{\mathrm {H_{2}O} }={\frac {1}{M_{\mathrm {H_{2}O} }}}={\frac {1}{0.018}}\ \mathrm {mol/kg} ,}
e possiamo ricavare tutte le altre tramite l'uso dei rapporti uguali:
{\displaystyle {\frac {b_{1}}{b_{0}}}={\frac {w_{1}M_{0}}{w_{0}M_{1}}},\qquad b_{1}={\frac {w_{1}b_{0}}{w_{0}M_{1}\,b_{0}}}}
In realtà, b0=bH2O si annulla, quindi non è necessario. Ottenendo:
{\displaystyle b_{\mathrm {HNO_{3}} }={\frac {w_{\mathrm {HNO_{3}} }}{w_{\mathrm {H_{2}O} }M_{\mathrm {HNO_{3}} }}}\quad \therefore b_{\mathrm {HNO_{3}} }=18.83\ \mathrm {mol/kg} .}
Usiamo l'equazione diretta ricavata per {\displaystyle b_{\mathrm {HNO_{3}} }} per trovare la molalità di HF:
{\displaystyle b_{\mathrm {HF} }={\frac {w_{\mathrm {HF} }}{w_{\mathrm {H_{2}O} }M_{\mathrm {HF} }}}=2.19\ \mathrm {mol/kg} .}
Possiamo adesso ricavare le frazioni molari ({\textstyle \sum _{i=0}^{2}{x_{i}}\,=1}):
{\displaystyle x_{0}=x_{\mathrm {H_{2}O} }={\frac {1}{1+M_{0}\left(b_{1}+b_{2}\right)}}={\frac {1}{1+M_{\mathrm {H_{2}O} }\left(b_{\mathrm {HNO_{3}} }+b_{\mathrm {HF} }\right)}}=0.726,}
{\displaystyle {\frac {x_{\mathrm {HNO_{3}} }}{x_{\mathrm {H_{2}O} }}}={\frac {b_{\mathrm {HNO_{3}} }}{b_{\mathrm {H_{2}O} }}}\quad \therefore x_{\mathrm {HNO_{3}} }=0.246,}
{\displaystyle x_{\mathrm {HF} }=1-x_{\mathrm {HNO_{3}} }-x_{\mathrm {H_{2}O} }=0.029.}